# Genista polyanthos
Genista polyanthos là một loài thực vật có hoa trong họ Đậu. Loài này được Willk. miêu tả khoa học đầu tiên.